# تسليخ الرقبة
تسليخ الرقبة هو إجراءٌ جراحي للسيطرة على انبثاثات العقدة اللمفاوية الرقبية من السرطانة حرشفية الخلايا (SCC) في الرأس والرقبة. يهدف الإجراء إلى إزالة العُقد اللمفاوية في جانبٍ واحد من الرقبة والتي قد تنتقل إليها الخلايا السرطانية.